# Józef Galanka
Józef Galanka (ur. 28 kwietnia 1905 w Suchej, zm. 2 sierpnia 1962) – polski inżynier, profesor nadzwyczajny, wykładowca akademicki specjalista w dziedzinie górnictwa.

## Życiorys
Urodził się 28 kwietnia 1905 w Suchej (ówczesny powiat żywiecki), w rodzinie Szymona, podurzędnika kolejowego wyznania greckokatolickiego. Miał brata Juliana (ur. 1910).
W 1923 zdał egzamin dojrzałości w Państwowy Gimnazjum im. Królowej Zofii w Sanoku (w jego klasie byli m.in. Jerzy Gölis, Tadeusz Hroboni, Jan Pudełko). Następnie przez rok pracował w Kopalni Węgla Kamiennego „Kleofas” w Katowicach. W latach 1924–1930 odbył studia na Akademii Górniczo-Hutniczej w Krakowie uzyskując dyplom inżyniera. Po ukończeniu studiów w dekadzie lat 30. pracował w Kopalni Węgla Kamiennego „Eminencja” w Katowicach na stanowiskach dozorcy dołowego, sztygara oddziałowego, technika strzelniczego, inżyniera gospodarczego, inżyniera bezpieczeństwa i inżyniera ruchu. Po wybuchu II wojny światowej pracował we Lwowie jako projektant Kopalń Węgla Brunatnego w Złoczowie, w 1940 jako zastępca szefa Kopalń Ozokerytu w Kombinacie Naftowym. Po przejściu frontu wschodniego trafił w grupie operacyjnej por. Prusaka na Śląsk. Tam działał w organizowaniu Zjednoczenia Przedsiębiorstw Wiertniczo-Górniczych w Katowicach i od 1945 do 1950 był jego naczelnym dyrektorem. Od stycznia 1950 organizował Zjednoczenie Geologiczno-Poszukiwawcze. Równolegle publikował prace w dziedzinie szybkościowego drążenia szybów, wykonywania wyrobisk w kamieniu, techniki strzelania czy zwiercalności.

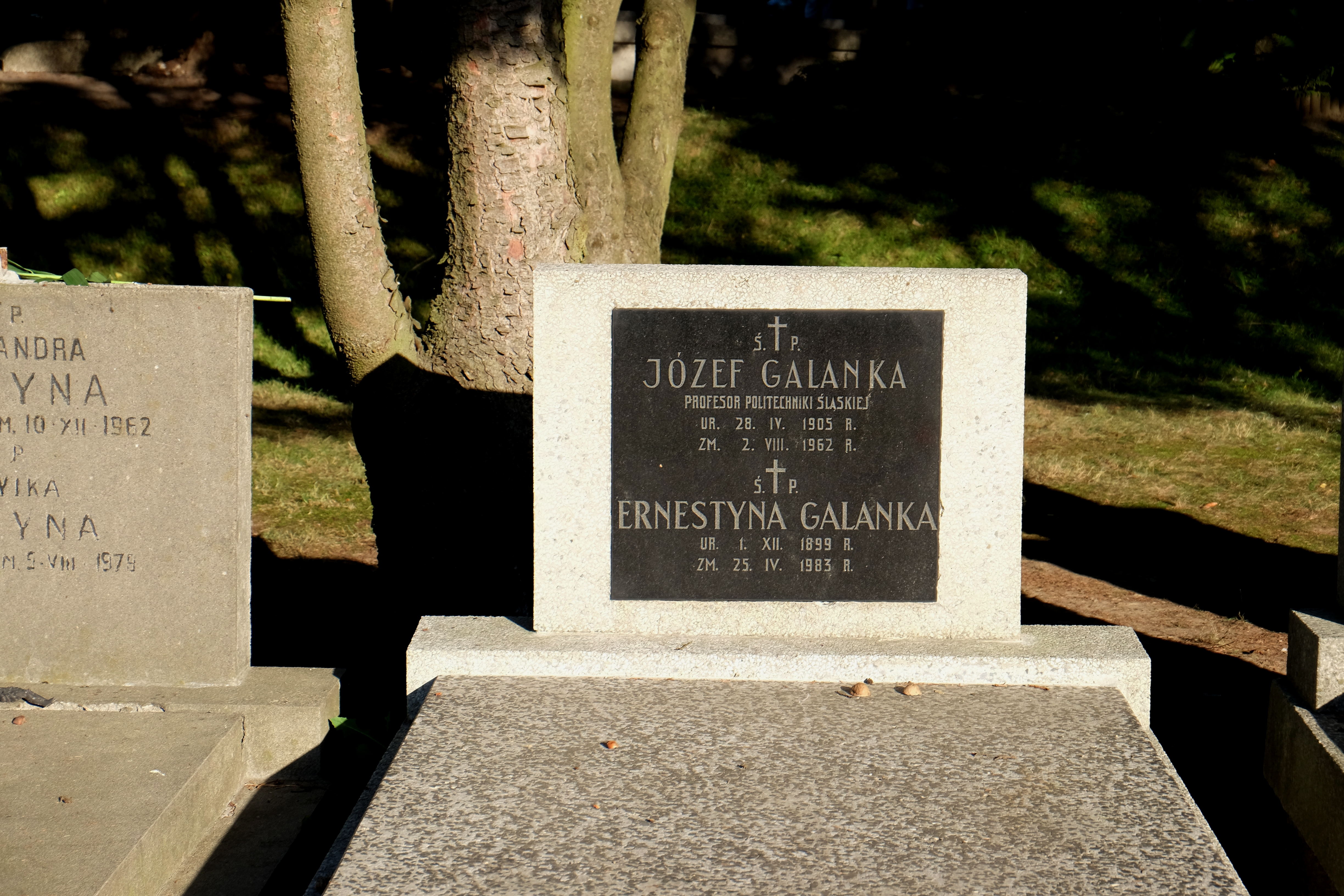
Grób prof. Józefa Galanki na Cmentarzu Wojskowym na Powązkach w Warszawie

7 października 1951 uzyskał tytuł profesora nadzwyczajnego w Politechnice Śląskiej oraz został dziekanem (do 1952) Wydziału Górniczego i kierownikiem Katedry Górnictwa II (później Katedra Budownictwa Podziemnego Kopalń oraz Katedra Geomechaniki, Budownictwa Podziemnego i Zarządzania Ochroną Powierzchni na Wydziale Górnictwa i Geologii).
Specjalizował się w zakresie głębienia szybów, obudowy specjalnej, prowadzenia robót kamiennych i obudowy w wyrobiskach korytarzowych. W tej dziedzinie wykładał i publikował. Był recenzentem prac naukowych, w tym doktorskich, habilitacyjnych. Pełnił funkcję przewodniczącego Komisji Dokumentacji Geologiczno-Inżynierskich przy Centralnym Urzędzie Geologii.
Zamieszkiwał przy ulicy Marii Skłodowskiej w Katowicach.
Zmarł 2 sierpnia 1962. Został pochowany na Cmentarzu Wojskowym na Powązkach w Warszawie (kwatera L-1-7). W tym samym miejscu została pochowana Ernestyna Galanka (1899–1983).

## Publikacje
- O teorii wiercenia obrotowego w skałach i określenie ich zwiercalności (1954)
- Mechanika górotworu (1960, współautor: Antoni Sałustowicz)
- Hipoteza sklepień wspornikowych w górotworze (1964)
- Nowa teoria przemieszczania się górotworu pod wpływem eksploatacji górniczej

## Ordery i odznaczenia
- Krzyż Kawalerski Orderu Odrodzenia Polski (1946)
- Złoty Krzyż Zasługi (26 kwietnia 1946)[11]
- Odznaka „Racjonalizator Produkcji”